# Mila (provincie)
Mila is een provincie (wilaya) van Algerije. Mila telt 766.886 inwoners (2008) op een oppervlakte van 3407 km².
Adrar ·
Aïn Defla ·
Aïn Témouchent ·
Algiers ·
Annaba ·
Batna ·
Béchar ·
Béjaïa ·
Biskra ·
Blida ·
Bordj Bou Arréridj ·
Bouira ·
Boumerdès ·
Chlef ·
Constantine ·
Djelfa ·
El Bayadh ·
El Oued ·
El Tarf ·
Ghardaïa ·
Guelma ·
Illizi ·
Jijel ·
Khenchela ·
Laghouat ·
Médéa ·
Mila ·
Mostaganem ·
M'Sila ·
Mascara ·
Naama ·
Oran ·
Ouargla ·
Oum el-Bouaghi ·
Relizane ·
Saïda ·
Sétif ·
Sidi-bel-Abbès ·
Skikda ·
Souk Ahras ·
Tamanrasset ·
Tébessa ·
Tiaret ·
Tindouf ·
Tipaza ·
Tissemsilt ·
Tizi Ouzou ·
Tlemcen